# Stemonaceae
Stemonaceae é uma família botânica de plantas com flor, que é composta por quatro géneros com cerca de 25 a 35 espécies .
O sistema APG II inclui esta família na ordem Pandanales. A família é nativa do Sudeste da Ásia e Norte da Australásia, com uma espécie na América do Norte.

## Géneros
Segundo o sistema de classificação filogenético Angiosperm Phylogeny Website, esta família tem os seguintes géneros:
- Croomia Torr.
- Pentastemona Steenis
- Stemona Lour.
- Stichoneuron Hook.f.

## Sinónimos
- Croomiaceae
- Pentastemonaceae
- Roxburghiaceae